# القصر الجمهوري (صنعاء)
القصر الجمهوري هو المجمع الرئاسي في العاصمة اليمنية صنعاء يقع في شارع جمال مباشرة أمام مبنى السفارة المصرية .